# 샘 & 캣
《샘 & 캣》(영어: Sam & Cat)는 2013년 6월 8일부터 2014년 7월 17일까지 니켈로디언에서 방영된 시트콤이다.

## 줄거리
'아이칼리'와 '빅토리어스'의 크로스오버 스핀오프작으로, 아이칼리의 샘과 빅토리어스의 캣이 룸메이트로 만나게 되고, 돈을 벌기 위해 베이비시팅 사업을 벌이면서 벌어지는 에피소드를 담은 청소년 시트콤

## 캐스트
- 제넷 매커디(Jennette McCurdy) - 사만다 퍼켓(Sam Puckett)
- 아리아나 그란데(Ariana Grande) - 캣 발렌타인(Cat Valentine)
- 캐머런 오카시오(Cameron Ocasio) - Dice
- 마레 체어탐 (Maree Cheatham) - 노나 발렌타인(Nona Valentine)